# Зойкина квартира
«Зо́йкина кварти́ра» — пьеса Михаила Булгакова, написанная в 1925 году и переработанная в 1926 году. В окончательном варианте пьеса состоит из 3 актов; в первом акте — 3 картины, во втором и третьем актах — по две картины.
Впервые пьеса была поставлена в Театре имени Вахтангова; премьера состоялась 28 октября 1926 года.

## История создания
В 1925 году Театр имени Вахтангова предложил Михаилу Булгакову написать комедию для постановки на сцене театра. В сентябре 1925 года Булгаков получил аванс. В конце 1925 года была написана 4-актная пьеса, 11 января 1926 года Булгаков прочитал её труппе театра
Репетиции в Театре имени Вахтангова были начаты в марте 1926 года. Через месяц, 24 апреля, состоялась генеральная репетиция, на которой было принято решение о переработке пьесы. Письмо Алексея Попова, написанное в июле, свидетельствует о том, что Булгаков сопротивлялся переработке: «Умоляю, — писал режиссёр, — в интересах дела, в интересах успеха спектакля и пьесы свести её к трём актам, т. е. так, как предлагал Вам совет и на что Вы не согласились и предлагаете оставить третий акт („Китайская любовь“ и „Тоска“). …Ещё к этому прибавил бы следующее: 1-ю и 2-ю картины второго акта я бы соединил в одну картину…». На что Булгаков отвечал: «…Я полагал, что я продал Студии пьесу, а Студия полагает, что я продал ей канву, каковую она (Студия) может расшивать, как ей заблагорассудится. […] Коротко: „Зойкина“ — четырёхактная пьеса. Не-воз-мож-но её превратить в трехактную…».
Булгаков всё-таки переработал пьесу, сократил её до трёх актов. По соображениям цензуры из пьесы была исключена частушка, исполняемая Мёртвым телом: «Пароход идет прямо к пристани, будем рыб кормить коммунистами».. Новый вариант был прочитан драматургом в театре 15 сентября.
За три недели до премьеры, 5 октября 1926 года, в еженедельном журнале «Новый зритель» было напечатано интервью Булгакова о «Зойкиной квартире», в котором писатель определил жанр пьесы так: «Это трагическая буффонада, в которой в форме масок показан ряд дельцов нэпманского пошиба в наши дни в Москве».

### Дальнейшая доработка
После премьеры Главрепертком настоял на дополнении в финале, которое должно было показать торжество закона и рабоче-крестьянской милиции. Если в первоначальной редакции Аметистов и Херувим благополучно скрывались из квартиры, то теперь агент угрозыска в пьесе сообщал по телефону: «Да, да, взяли в подъезде Аметистова и Херувима с горничной».
Для перевода на французский и английский языки Булгаков в 1935 году создал сокращённую редакцию пьесы, в которой были удалены упоминания политических деятелей и некоторых реалий 1920-х годов. Фамилия Обольянинов в этом варианте была заменена на Абольянинов

## Действующие лица
- Зоя Денисовна Пельц — вдова, 35 лет
- Павел Фёдорович Обольянинов — 35 лет
- Александр Тарасович Аметистов — администратор, 38 лет
- Манюшка — горничная Зои, 22 года
- Анисим Зотикович Аллилуйя — председатель домкома, 42 года
- Ган-Дза-Лин, он же Газолин — китаец, 40 лет
- Херувим — китаец, 28 лет
- Алла Вадимовна — 25 лет
- Борис Семёнович Гусь-Ремонтный — коммерческий директор треста тугоплавких металлов
- Лизанька — 23 года
- Мымра — 35 лет
- Мадам Иванова — 30 лет
- Роббер — член коллегии защитников
- Мёртвое тело Ивана Васильевича
- Очень ответственная Агнесса Ферапонтовна
- 1-я безответственная дама
- 2-я безответственная дама
- 3-я безответственная дама
- Закройщица
- Товарищ Пеструхин
- Толстяк
- Ванечка
- Швея
- Голоса
- Фокстротчик
- Поэт.
- Курильщик.

## Сюжет
Действие пьесы разворачивается в Москве в годы нэпа. Действие первого акта происходит в мае, второго и третьего — осенью, между вторым и третьим актами проходит три дня.
Тридцатипятилетняя Зоя открывает на своей квартире швейную мастерскую, а под её прикрытием устраивает дом свиданий. В качестве помощников к ней устраиваются обаятельный мошенник Аметистов и бывший дворянин, возлюбленный Зои Обольянинов. Зоя надеется заработать деньги, чтобы уехать во Францию, и поначалу её бизнес развивается весьма успешно. Главным клиентом Зои становится коммерческий директор треста тугоплавких металлов Гусь-Ремонтный, который однажды в работнице Зои узнаёт свою любовницу Аллу. Цепь событий приводит к убийству Гуся китайцем Херувимом, подручным Зои, а Зою арестовывают. Последние слова Зои: «Прощай, прощай, моя квартира».

## Прототипы героев
В качестве прототипа главной героини — Зои — исследователями назывались сразу несколько реально живших лиц:
- Зоя Петровна Шатова, содержательница притона, арестованная в Москве весной 1921 года. При её аресте были также задержаны поэты Анатолий Мариенгоф и Сергей Есенин. Эта версия считается основной после публикации в журнале «Огонёк» (1929 год, № 10) статьи следователя ЧК Самсонова «Роман без вранья + Зойкина квартира»[6]. В статье заявлялось следующее: «Зойкина квартира существовала в действительности. У Никитских ворот, в большом красного кирпича доме на седьмом этаже посещали квартиру небезызвестной по тому времени содержательницы популярного среди преступного мира, литературной богемы, спекулянтов, растратчиков, контрреволюционеров специального салона для интимных встреч Зои Шатовой. Квартиру Зои Петровны Шатовой мог посетить не всякий. Она не для всех была открыта и доступна. Свои попадали в Зойкину квартиру конспиративно, по рекомендации, паролям, условным знакам. Для пьяных оргий, недвусмысленных и преступных встреч Зойкина квартира у Никитских ворот была удобна: на самом верхнем этаже большого дома, на отдельной лестничной площадке, тремя стенами выходила во двор, так что шум был не слышен соседям. Враждебные советской власти элементы собирались сюда как в свою штаб-квартиру, в своё информационное бюро»[3].
- Зоя Буяльская. Белозерская утверждала, что основой сюжета пьесы Булгакову послужила заметка в ленинградской «Красной газете» о раскрытии милицией карточного притона Зои Буяльской, действовавшего под вывеской пошивочной мастерской. Версия сомнительна, поскольку текст заметки не найден исследователями творчества[3].
- Адель Адольфовна Тростянская, организовавшая в Ленинграде притон и дом свиданий под видом пошивочной мастерской и массажно-маникюрного кабинета. Судебный процесс над Тростянской освещался в октябре 1924 года «Красной газетой»[3].
- Наталия Юльевна Шифф, жена художника Георгия Якулова. Этой версии придерживались В. А. Лёвшин и первая супруга Булгакова Татьяна Лаппа[3].

## Постановки

### Спектакль Театра имени Вахтангова
Разрешение на постановку пьесы было получено от Главреперткома 21 октября, и, наконец, 28 октября состоялась премьера.
Режиссёр Алексей Попов основную сатиру в спектакле сосредоточил на гримасах НЭПа. Роли в спекаткле исполняли: Цецилия Мансурова — Зойка; Рубен Симонов — Аметистов; Иосиф Толчанов — китаец Ган-дза-лин; Анатолий Горюнов — коварный Херувим, Александр Козловский — Обольянинов, Освальд Глазунов — Гусь, Вера Макарова — Мымра, Елизавета Алексеева — Иванова, Николай Яновский — Роббер, Борис Щукин — Мёртвое тело, Мария Синельникова — Ответственная дама, Вера Львова — 1-я безответственная дама, Анна Запорожец — 2-я, Александра Ремизова — 3-я, Борис Захава — Аллилуя, Валерия Тумская — Алла Вадимовна, З. К. Бажанова или Елена Берсенева — Лизанька, Валентина Вагрина — закройщица, Елена Понсова — швея, Василий Куза — Пеструхин, Константин Миронов — Ванечка, Борис Шухмин — Толстяк, Б. А. Семёнов — 1-й дворник, Б. С. Баратов — 2-й.
Постановка Алексея Попова оказалась весьма яркой, на спектакле почти постоянно отмечались аншлаги. Рецензенты хвалили актёрскую игру, но критиковали драматурга. Через три дня после премьеры в «Вечерней Москве» М. Загорский написал: «Вот автор, который умеет ловкими приемами и фокусами скрыть свою драматургическую мелкотравчатость и пустоту».
В своих воспоминаниях вторая жена Булгакова Любовь Белозерская о постановке в театре пишет так:

«Надо отдать справедливость актёрам — играли они с большим подъёмом. Конечно, на фоне положительных персонажей, которыми была перенасыщена советская сцена тех лет, играть отрицательных было очень увлекательно (у порока, как известно больше сценических красок!). Отрицательными здесь были все … Она (пьеса) пользовалась большим успехом и шла два с лишним года. Положив руку на сердце, не могу понять, в чём её криминал, почему её запретили».

В начале 1928 года новый руководитель Главреперткома Фёдор Раскольников по собственной инициативе исключил пьесу из текущего репертуара Театра им. Вахтангова. Предполагают, что драматург Раскольников запретил пьесу из-за того, что считал Булгакова своим литературным конкурентом. За запрет пьесы выступал также Луначарский, высказывавшийся в печати с критикой «Зойкиной квартиры». За пьесу заступился И. Сталин. В протоколе заседания Политбюро от 23 февраля 1928 года в пункте 19 «О „Зойкиной квартире“» было записано: «Ввиду того, что „Зойкина квартира“ является основным источником существования для театра Вахтангова — разрешить временно снять запрет на её постановку». Протокол подписали С. Косиор, Н. Бухарин и Сталин. В апреле 1928 года пьеса была возвращена на сцену театра.
«Зойкина квартира» была окончательно снята по решению Главреперткома, утверждённому коллегией Наркомата просвещения СССР 17 марта 1929 года, со следующей формулировкой: «За искажение советской действительности». В газетах того времени тут же назвали постановку репертуарной ошибкой и писали: «Наконец-то идеологический мусор будет выметен», «Театры освобождаются от пьес Булгакова». Всего в театре со дня премьеры прошло 198 представлений.
Считается, что снятие пьесы связано в первую очередь не с её содержанием, а с общей тенденцией по запрету пьес Булгакова в конце 1920-х годов. Возможно, запрет вызван и тем, что разоблачение гримас НЭПа стало неактуальным, а в образах героев пьесы просматривались не только сатирические, но и трагические черты.

### Другие постановки в СССР
В 1920-е годы пьеса ставилась и в других театрах СССР. Ещё до премьеры в театре имени Вахтангова, 10 апреля 1926 года, Булгаков заключил договор на постановку в Большом драматическом театре. Через несколько дней после премьеры в Театре имени Вахтангова президиум коллегии Наркомата просвещения отклонил просьбу Булгакова о разрешении постановки пьесы в провинции, но уже в декабре соответствующее разрешение было получено. В конце 1920-х годов пьеса ставилась Киевским русским драматическим театром, Драмтеатром имени Луначарского в Ростове-на-Дону, Тифлисским рабочим театром, Крымским государственным драматическим театром, театрами Свердловска и Баку.
После длительного перерыва возвращение на сцену «Зойкиной квартиры» состоялось 10 мая 1984 года в Саратовском академическом театре драмы (режиссёр — Александр Дзекун), а в 1989 году пьесу поставили сразу два московских театра: МХАТ имени Горького (режиссёр и исполнительница заглавной роли — Татьяна Доронина), и Театра имени Вахтангова (режиссёр — Г. Черняховский).

### Постановки за рубежом
В 1928 году проходимец З. Л., представлявшийся уполномоченным по авторским правам М. А. Булгакова за границей, организовал издание пьесы на немецком языке и тем самым фактически обокрал писателя. 8 октября 1928 года М. А. Булгаков писал разъяснение издательству Ладыжникова (Берлин) по этому вопросу.
За рубежом первая премьера состоялась в 1929 году в Латвии при содействии советского посла А. И. Свидерского (Театр русской драмы, Рига).
Во Франции премьера прошла 9 февраля 1937 года в парижском театре «Старая голубятня». Режиссёру Мари Рейнгардт Булгаков представил свой собственный «постановочный план». «Здесь, — пишет Нея Зоркая, — исключая четырехчленную структуру, приняты все требования, которыми донимали его вахтанговцы во главе с постановщиком: параллельно со сценой в «мастерской» идёт „вербовка“ Аллы в манекенщицы, сцена кутежа развертывается в последнем акте и т. д. Подчеркнуто, что все темпы в пьесе стремительны, что убийство оглушительное, внезапное. Всё это и было как раз в спектакле Попова, но не было темы волшебства, таинственности, дьявольского соблазна Зойкиной квартиры. В своей «режиссуре» Булгаков все время говорит об особых эффектах света, мгновенных переменах…».

### Постановки в постсоветской России
В современной России «Зойкину квартиру» ставят многие театры: Челябинский государственный академический театр драмы (1990), Новосибирский драматический театр «Красный факел», Нижегородский Академический театр драмы имени Горького, Русский драматический театр в Чебоксарах, театр Эрмитаж (в последнем в пьесе играла Любовь Полищук), Академический русский театр драмы республики Марий Эл им. Г. В. Константинова (1993, режиссёр Владислав Константинов), Красноярский Государственный театр музыкальной комедии (2009, режиссёр Александр Зыков), Новокузнецкий драматический театр (2010, режиссёр Пётр Шерешевский) и другие.
В 2005 году эстрадный факультет Российской академии театрального искусства на гастролях во Франции в театре «Ле Феникс» в городе Валансьен показал мюзикл по пьесе Булгакова.
В 2011 году спектакль был поставлен режиссёром Александром Федоровым, актёры — студенты 4 курса Всероссийского государственного университета кинематографии имени С. А. Герасимова (ВГИК).
В 2012 году режиссёр Кирилл Серебренников поставил пьесу в МХТ им. Чехова. На роль Зойки была приглашена Лика Рулла.
1 марта 2014 года Новосибирский театр музыкальной комедии поставил музыкальный вариант трагифарса, композитор Владимир Дашкевич, автор либретто Юлий Ким, режиссёр Михаил Заец, главную роль исполняет Елизавета Дорофеева.
В ноябре 2015 года состоялась премьера спектакля «Зойкина квартира» в Свердловском государственном академическом театре драмы. Спектакль поставлен командой студии СаунДрама во главе с её лидером Владимиром Панковым.
В декабре 2015 года в Санкт-Петербургском театре «Балтийский дом» состоялась премьера спектакля. Режиссёр Юрий Ядровский.
В мае 2023 года Московский театр имени Пушкина представил пьесу в постановке Евгения Писарева. Роль Зои исполняет Александра Урсуляк.

## Публикации
Самым первым был опубликован немецкий перевод пьесы — берлинским издательством И. П. Ладыжникова в 1929 году. Соответствующее разрешение на перевод было получено от Булгакова 8 октября 1928 года. На русском языке впервые пьесу опубликовали в США в «Новом журнале» в 1969—1970 годах. В СССР пьеса была опубликована только в 1982 году.

## Переводы
В 1929 году пьеса была переведена на немецкий язык. В 1935 году актриса Мария Рейнгардт перевела пьесу на французский язык, а в мае того же года советский литератор Эммануил Львович Жуховицкий и секретарь посольства США в Москве Чарльз Боулен перевели пьесу на английский.

## Литературные реминисценции
Литературные критики проводят аналогии между мёртвым телом Ивана Васильевича и произведением «Сказка о мёртвом теле, неизвестно кому принадлежащем» (1833) Одоевского. Подобное соответствие проводится также между мёртвым телом и колдуном из рассказа Гоголя «Страшная месть» (1832).
А. Б. Левин установил смелую аналогию между героями пьесы Булгакова и персонажами романа «Двенадцать стульев» Ильфа и Петрова, работа над которым началась в 1927 году, то есть вскоре после премьеры пьесы. Он утверждает, что Аметистов является прототипом Остапа Бендера, а Обольянинов — Кисы Воробьянинова. Аметистов оказал влияние на будущего персонажа Остапа Бендера и текстуально. Аметистов, он же Путинковский, он же Антон Сигурадзе из пьесы похож на будущего Остапа Бендера из романа: обаятельный пройдоха, артистичный плут, элегантный мошенник, весьма активный и красноречивый, выпутывающийся из различных ситуаций. Аметистов, как и Бендер, перед первым появлением в пьесе вышел из тюрьмы. Аметистов был расстрелян в Баку, как Бендер зарезан в Москве — но оба они чудесным образом воскресли. Голубая мечта Аметистова — Лазурный берег и белые штаны («- Ах, Ницца, Ницца!.. [ср. О, Рио, Рио!..] Лазурное море, и я на берегу его — в белых брюках!»)

## Факты
- Адрес Зойкиной квартиры указан в пьесе — Москва, улица Садовая 105, кв. 104. Такого дома никогда не существовало. Сам Булгаков в середине 1920-х годов жил на Садовой 10, кв. 50 (см. нехорошая квартира).
- Одной из запечатлённых в пьесе особенностей предреволюционной, революционной и нэповской Москвы было присутствие китайцев, промышлявших, как правило, стиркой, мелкой торговлей и часто — уголовщиной.
- Советские червонцы на жаргоне 1920-х годов называются в пьесе «черви» либо «червяки»[16].
- В 2004 году во Владивостоке открылся ресторан «Зойкина квартира», в котором попытались воссоздать атмосферу 1920-х годов.